# دومینیک بال
دومینیک بال (انگلیسی: Dominic Ball؛ زادهٔ ۲ اوت ۱۹۹۵) بازیکن فوتبال اهل بریتانیا است.
از باشگاه‌هایی که در آن بازی کرده‌است می‌توان به باشگاه فوتبال کمبریج یونایتد، باشگاه فوتبال تاتنهام هاتسپر، و باشگاه فوتبال رنجرز اشاره کرد.
وی همچنین در تیم‌های ملی فوتبال Northern Ireland national under-16 football team, Northern Ireland national under-17 football team, Northern Ireland national under-19 football team، زیر ۲۱ سال ایرلند شمالی، زیر ۱۹ سال انگلستان، و زیر ۲۰ سال انگلستان بازی کرده‌است.